# Acarai-Berge

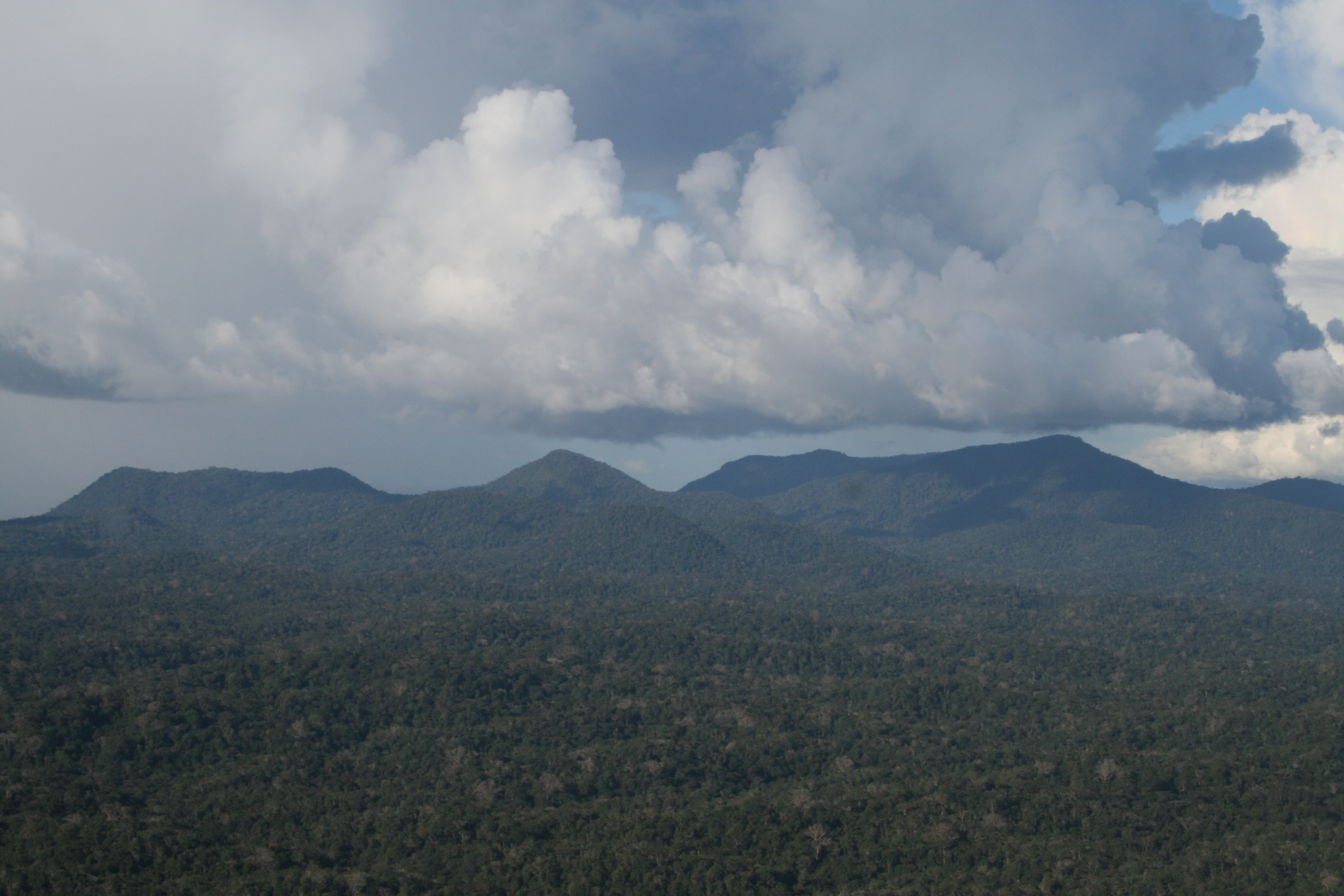
Acarai-Berge

Die Acarai-Berge, auch Acarahy oder Akarai geschrieben, portugiesisch Serra Acaraí, sind ein Mittelgebirge im Bergland von Guayana, an der Grenze zwischen Guyana und Brasilien (Bundesstaat Pará). Das Gebirge erreicht eine Höhe bis zu 1000 m und erstreckt sich auf einer Länge von etwa 130 km in Ost-West-Richtung. Es gehört zum nördlichen Einzugsgebiet des Amazonasbeckens. Das gesamte Gebiet ist mit dichtem tropischen Regenwald bedeckt und wurde Ende der 1970er Jahre erstmals per Satellit kartiert.

## Filme
- Zu den Quellen des Essequibo, fünfteilige Dokumentationsreihe, Deutschland 2013.